# خط طول 117° شرق
خط طول 117° شرق هو أحد خطوط الطول الجغرافية، والتي تمتد من القطب الشمالي الجغرافي إلى القطب الجنوبي الجغرافي، وحسب التحويل الزمني يتقدم خط طول 117° شرق عن خط غرينتش بـ7 ساعات و48 دقيقة.

## من القطب إلى القطب
ينطلق خط طول 117° شرق من القطب الشمالي نحو القطب الجنوبي مرورا بالمناطق التي ترد في الجدول التالي:
| الإحداثيات                           | البلد أو الإقليم أو البحر | ملاحظات |
| ------------------------------------ | ------------------------- | --- |
| 90°0′N 117°0′E / 90.000°N 117.000°E  | المحيط المتجمد الشمالي    | |
| 78°42′N 117°0′E / 78.700°N 117.000°E | بحر لابتيف                | |
| 73°37′N 117°0′E / 73.617°N 117.000°E | روسيا                     | ياقوتيا إركوتسك أوبلاست — من 60°8′N 117°0′E / 60.133°N 117.000°E كراي عبر البايكال — من 56°48′N 117°0′E / 56.800°N 117.000°E |
| 49°43′N 117°0′E / 49.717°N 117.000°E | جمهورية الصين الشعبية     | منغوليا الداخلية |
| 47°51′N 117°0′E / 47.850°N 117.000°E | منغوليا                   | |
| 46°21′N 117°0′E / 46.350°N 117.000°E | جمهورية الصين الشعبية     | Inner Mongolia خبي – من 42°25′N 117°0′E / 42.417°N 117.000°E بكين – من 40°40′N 117°0′E / 40.667°N 117.000°E Hebei – من 40°0′N 117°0′E / 40.000°N 117.000°E تيانجين – من 39°36′N 117°0′E / 39.600°N 117.000°E Hebei – من 38°40′N 117°0′E / 38.667°N 117.000°E شاندونغ – من 37°50′N 117°0′E / 37.833°N 117.000°E, مرورا عبر جينان (في 36°39′N 116°58′E / 36.650°N 116.967°E) جيانغسو – من 34°43′N 117°0′E / 34.717°N 117.000°E آنهوي – من 34°15′N 117°0′E / 34.250°N 117.000°E جيانغشي – من 29°40′N 117°0′E / 29.667°N 117.000°E فوجيان – من 27°7′N 117°0′E / 27.117°N 117.000°E غوانغدونغ – من 23°45′N 117°0′E / 23.750°N 117.000°E, mainland و جزيرة Nan'ao |
| 23°25′N 117°0′E / 23.417°N 117.000°E | بحر الصين الجنوبي         | مرورا عبر the disputed جزر سبراتلي |
| 8°6′N 117°0′E / 8.100°N 117.000°E    | الفلبين                   | Balabac Island |
| 23°25′N 117°0′E / 23.417°N 117.000°E | بحر الصين الجنوبي         | Balabac Strait |
| 7°21′N 117°0′E / 7.350°N 117.000°E   | ماليزيا                   | صباح (ماليزيا) – Balambangan Island |
| 7°17′N 117°0′E / 7.283°N 117.000°E   | بحر الصين الجنوبي         | Marudu Bay |
| 6°47′N 117°0′E / 6.783°N 117.000°E   | ماليزيا                   | صباح (ماليزيا) – جزيرة بورنيو |
| 4°21′N 117°0′E / 4.350°N 117.000°E   | إندونيسيا                 | On the جزيرة بورنيو |
| 1°12′S 117°0′E / 1.200°S 117.000°E   | مضيق ماكاسار              | |
| 4°29′S 117°0′E / 4.483°S 117.000°E   | بحر جاوة                  | |
| 7°27′S 117°0′E / 7.450°S 117.000°E   | بحر بالي                  | |
| 8°24′S 117°0′E / 8.400°S 117.000°E   | إندونيسيا                 | جزيرة سومباوا |
| 9°6′S 117°0′E / 9.100°S 117.000°E    | المحيط الهندي             | |
| 20°39′S 117°0′E / 20.650°S 117.000°E | أستراليا                  | أستراليا الغربية |
| 35°2′S 117°0′E / 35.033°S 117.000°E  | المحيط الهندي             | Australian authorities consider this to be part of the المحيط الجنوبي[1][2] |
| 60°0′S 117°0′E / 60.000°S 117.000°E  | المحيط الجنوبي            | |
| 66°49′S 117°0′E / 66.817°S 117.000°E | القارة القطبية الجنوبية   | الإقليم الأسترالي في القارة القطبية الجنوبية, المطالب الإقليمية بالقارة القطبية الجنوبية by أستراليا |